# Borgo Vecchio (Rome)
Le Borgo Vecchio, également nommé au Moyen Âge Via Sancta, Carriera Sancta (« Route Sainte ») ou Carriera Martyrum (« Route des Martyrs »), était une rue de la ville de Rome, en Italie, importante pour des raisons historiques et architecturales. La rue a été détruite avec le quartier adjacent en 1936-37 en raison de la construction de la Via della Conciliazione.

## Emplacement

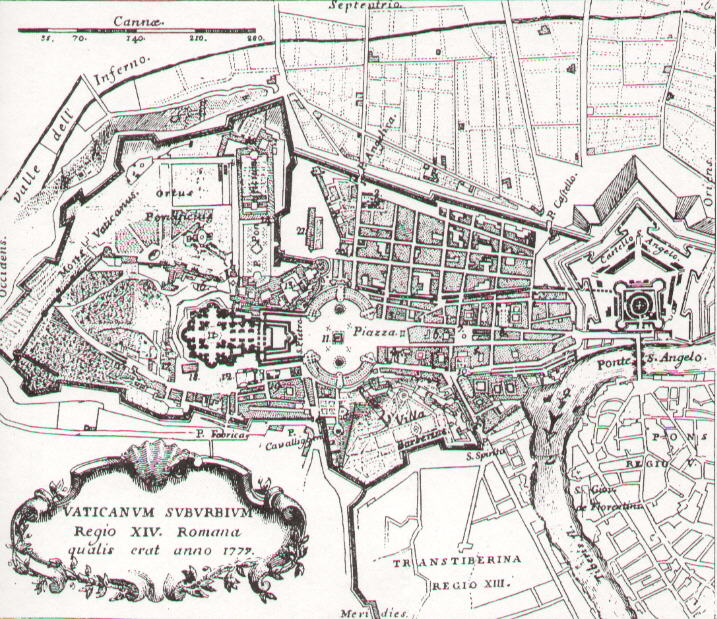
Borgo en 1779 (carte imprimée par Monaldini). Le Borgo Vecchio est la deuxième route du sud parmi les sept qui rayonnent du château.

Situé dans le rione du Borgo, la rue s'étendait à peu près dans la direction est-ouest, entre la Piazza Pia, qui marquait l'entrée du Borgo près de la rive droite du Tibre, et la Piazza Rusticucci, qui jusqu'à sa démolition était l'antichambre de la place Saint-Pierre. À environ les deux tiers de sa longueur, le Borgo Vecchio traversait la Piazza Scossacavalli, le centre du rione. Avec la rue voisine du Borgo Nuovo, achevée en 1499, le Borgo Vecchio délimitait la dite spina (le nom dérive de sa ressemblance avec la bande médiane d'un cirque romain), composée de plusieurs rues disposées vers l'est, entre le château Saint-Ange et Saint-Pierre .

## Dénominations
Au Moyen Âge, la rue s'appelait Via Sancta ou aussi, avec un terme d'origine française, Carriera Sancta, ou Carriera Martyrum, à cause des martyrs qui allaient mourir au cirque de Caligula et Néron .  Le nom Borgo Vecchio remonte à après 1570, par analogie avec le Borgo Nuovo voisin. À partir de cette période, la Via Alessandrina dans le Borgo a été renommée à la suite de l'ouverture d'une autre Via Alessandrina dans la ville : la nouvelle rue, située dans le rione Monti, ainsi nommée d'après son promoteur, le cardinal Michele Bonelli, surnommé « le cardinal Alessandrino », du nom de sa ville natale d'Alexandrie dans le Piémont.

## Histoire

### Âge romain et Moyen âge
À l'époque romaine, une route, la via Cornelia, traverse la région de l'Ager Vaticanus dans la direction est-ouest. Les savants discutent pour savoir si cette route a suivi le même chemin que la future rue du Borgo Vecchio, ou courrait au nord de celle-ci, juste au milieu de la spina.
Depuis le début du Moyen Âge, de nombreuses sources, du VIe siècle avec Procope et jusqu'au XIIIe siècle avec l'auteur de la Vie de Cola di Rienzo, mentionnent un passage couvert, la portica, érigé pour protéger du soleil et de la pluie les pèlerins se rendant à Saint-Pierre et venant de la ville par le pont Saint-Ange. Ceux-ci, après être entrés par une porte (plus tard appelée Porta Castello), pouvaient traverser le Borgo des Saxons (aujourd'hui Borgo S. Spirito) ou passer sous le Portica ou Porticus (également appelé Porticus Sancti Petri). Il est probable que le portique était un chemin d'origine romaine, le Porticus Maior, qui avait deux arcs à ses extrémités. Selon plusieurs savants, le portique aurait été situé à peu près au centre de l'actuelle Via della Conciliazione ; selon d'autres, cependant, il aurait eu le même tracé que le futur Borgo Vecchio. Une indication en faveur de la dernière hypothèse est la largeur du Borgo Vecchio, qui était presque partout constante, mesurant 6,90 mètres. Cependant, malgré les nombreux témoignages, lors des travaux de démolition pour construire la Via della Conciliazione, rien n'a été trouvé suggérant l'existence d'un passage couvert. Il est alors possible que le nom Portica désignait une succession de porches de maisons, une caractéristique commune dans l'architecture médiévale romaine, qui permettait aux pèlerins d'atteindre Saint-Pierre du pont Saint-Ange en étant abrités.
Les papes ont toujours pris grand soin de ce chemin ; Adrien Ier a fait extraire plus de 12 000 blocs de tuf du Tibre pour élargir et réparer la rue ; Pascal Ier et Léon IV ont effectué des restaurations après les deux terribles incendies qui ont dévasté le Borgo ; Innocent II a renouvelé le carreau de la route.
Pendant la papauté d'Avignon, le flot de pèlerins venant à Rome a cessé, provoquant la décadence de la ville et du Borgo. En supposant que la Portica existait, elle a dû s'effondrer pendant cette période et n'a jamais été restaurée car les papes avaient bien compris que tout passage couvert pouvait constituer un abri précieux pour les ennemis qui tentaient l'assaut du château ou qui voulaient atteindre le pont. A sa place, apparaît dans les sources la rue appelée Via Sancta ou aussi, avec un terme d'origine française, Carriera Sancta et Carriera Martyrum  .
Jusqu'au début de la Renaissance, le Borgo Vecchio et le Borgo Santo Spirito étaient les seules rues qui permettaient aux pèlerins venant de la rive gauche de rejoindre Saint-Pierre.

### Renaissance

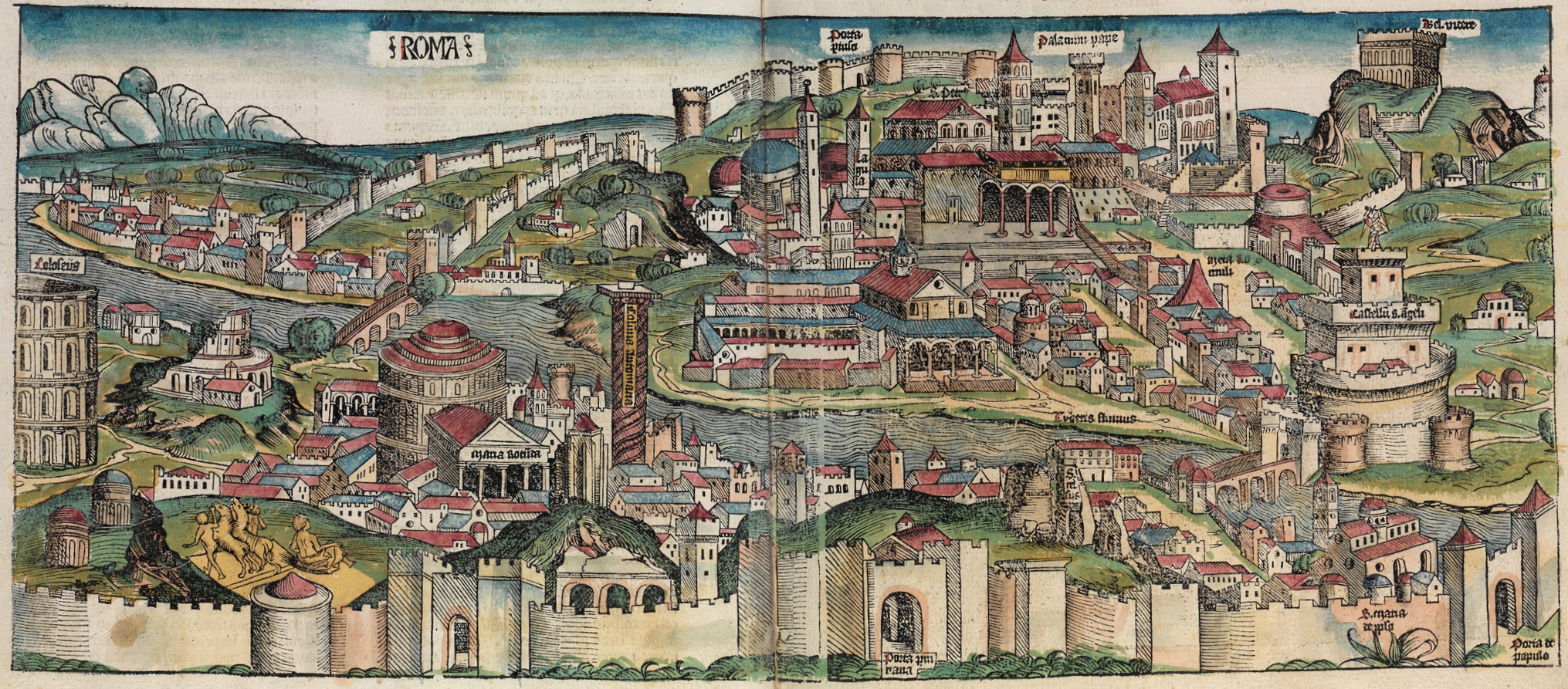
Rome à la fin du XVe siècle selon Schedel : le Borgo Vecchio est la route entre le Château et Saint Pierre à gauche de la pyramide appelée Meta Romuli.

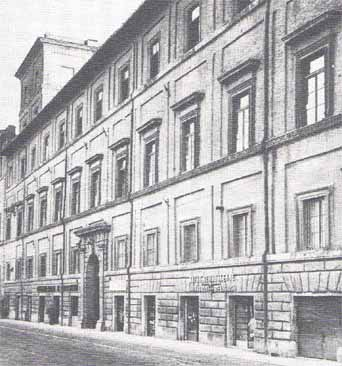
Palazzo Cesi dans sa forme originale avec 12 fenêtres et une tour angulaire face au Borgo Vecchio, vers 1900.

À la fin du XVe siècle, au début de la Renaissance, deux autres rues menant à Saint-Pierre depuis le pont Saint-Ange ont été construites : le Borgo Sant'Angelo, également connu sous le nom de Via Sistina d'après le pape Sixte IV, courant juste au sud du Passetto di Borgo (le passage couvert reliant le Vatican au château), et le Borgo Nuovo, également connu sous le nom de Via Alessandrina, d'après le pape Alexandre VI Borgia, qui l'a fait construire. La construction de ces deux rues a résolu les problèmes de circulation entre la ville et Saint-Pierre, provoquant à son tour l'abandon du Borgo Vecchio, qui a été relégué au rôle de rue à usage local. Il a toutefois été maçonnée en 1474 à la demande de Sixtus IV.
En raison de son importance moindre, la rue a été moins touchée que le Borgo Nuovo voisin par la construction de bâtiments pendant la haute Renaissance même si de nouveaux bâtiments ont été érigés à cette période également.
Devant l'église de Santa Maria in Traspontina, Antonio da Sangallo le jeune a érigé entre le Borgo Vecchio et le Borgo Nuovo, le Palazzo delle Prigioni di Borgo, conçu à l'origine comme la maison du protonotaire apostolique Giovanni dal Pozzo, qui est ensuite converti en prison. Le palais a été démoli en 1937, mais son portail a été réutilisé dans un nouveau bâtiment érigé par Marcello Piacentini Via della Conciliazione n 15.
Un palazzetto au n. 121-22, érigé par le pape Grégoire XIII comme résidence pour le personnel de l'hôpital Santo Spirito à Sassia, était un autre bâtiment important qui présentait un bossage au rez-de-chaussée, des fenêtres au piano nobile avec tympans, alternativement triangulaires et courbes, et un comble. Il a été restauré et doublé en 1789 par Giuseppe Valadier à l'initiative de Monseigneur Francesco Albizzi, précettore de l'hôpital. Au-dessus des deux portes, les armoiries d'Albizzi et du Pape sont demeurées jusqu'à sa démolition. Ses caractéristiques (mais pas les armoiries) ont été reprises dans l'immeuble de 4 étages situé Via della Conciliazione n. 7, au coin de la Via dell'Ospedale.
Non loin de la piazza Scossacavalli, sur le côté droit de la rue, se trouvait l'oratoire San Sebastiano a Scossacavalli, une dépendance de l'église voisine San Giacomo, dont la construction a commencé en 1600 et dont la façade est restée inachevée.
Derrière San Sebastiano, la rue menait à la Piazza Scossacavalli, dont le côté sud abritait le palais Della Rovere érigé par Baccio Pontelli pour le cardinal Domenico della Rovere, neveu de Sixte IV, qui fait maintenant partie du côté sud de la Via della Conciliazione. La maison entre le Borgo Vecchio et le coin sud-ouest de la place a accueilli au XVe siècle deux reines déposées, Catherine de Bosnie, qui y vécut en 1477-78 et Charlotte de Lusignan.
En continuant vers Saint-Pierre, se trouvait la maison de Gaspare Torello, archiatre du pape Alexandre VI. Le Palazzo Serristori a été construit en 1565 à cet endroit, du côté sud de la rue.
Plus à l'ouest, du côté nord, les Cybo, une famille noble qui a atteint le siège papal avec le pape Innocent VIII, érigèrent leurs maisons à la fin du XVe sièclee. Francesco Armellini Medici, cardinal de San Callisto, fit construire son palais devant elles, qui fut plus tard acheté par la famille Cesi. Ce palais, reconstruit en 1575 par Martino Longhi l'Ancien, existe toujours, bien que mutilé, sur la Via della Conciliazione.
Les derniers bâtiments du côté sud de la rue avant sa fin sur la piazza Rusticucci, étaient l'église San Lorenzo in Piscibus, encore existante, bien que dépouillé de ses superstructures et décorations baroques et cachée dans la cour des propylées au sud de la place Saint-Pierre , et le palais Alicorni, un palais sévère de la Renaissance démoli en 1931 pour délimiter la frontière de la Cité du Vatican après la signature des Accords du Latran. Nommé au début du XIXe siècle Palazzo della Gran Guardia (ou della Guardia Reale ) d'après la Garde qui montait quotidiennement pour protéger le pape quand il était au palais du Vatican, l'édifice a été reconstruit sur le Borgo Santo Spirito 10 ans après sa démolition.

### Âge baroque et moderne

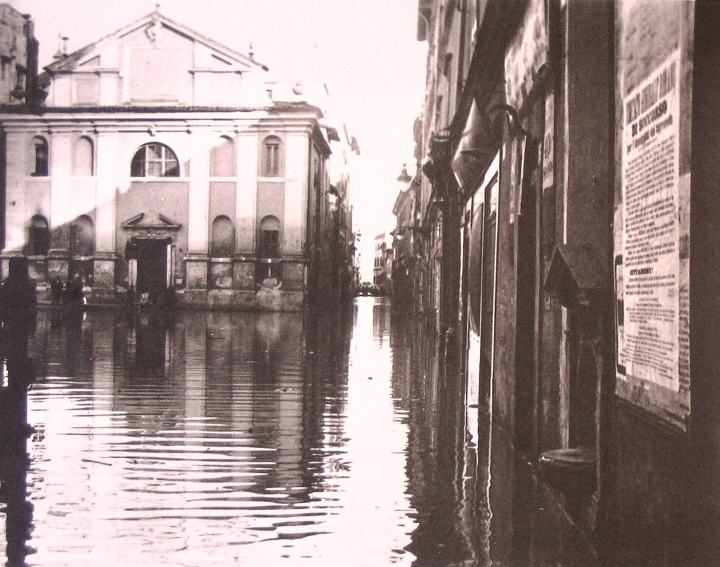
Piazza Scossacavalli et le Borgo Vecchio vers l'est lors de la crue du Tibre du 15 février 1915.

Vers 1660, sous le règne du pape Alexandre VII, après la construction de la colonnade du Bernin, le premier bloc de la spina entre le Borgo Vecchio et le Borgo Nuovo vers Saint-Pierre, nommé isola del Priorato d'après le bâtiment abritant le prieuré des Chevaliers de Saint-Jean-de-Jérusalem a été démoli afin de créer un espace, la Piazza Rusticucci, qui permettait d'avoir une vue complète du dôme de Saint-Pierre, caché par la nef de Maderno. De fait, le Borgo Vecchio a été privé de son extrémité ouest.
Au début du XIXe siècle, alors que Rome faisait partie du Premier Empire français, le préfet de la ville, de Tournon, entreprit la démolition de la spina. A la chute de Napoléon, seule la première maison à l'extrémité est de la rue avait été détruite, et après le retour du pape, la situation antérieure fut rétablie.
À l'extrémité est de la spina entre le Borgo Vecchio et le Borgo Nuovo, en 1850, un nouveau bâtiment, le palais Sauve, a été érigé, remplaçant une maison qui avait été démolie pendant la République romaine de 1849. Sur la façade est du bâtiment, une grande fontaine, la « Fontana dei Delfini » (« la fontaine des dauphins ») est érigée par le pape Pie IX en 1861, marquant le début de la spina. Le palais est démoli en 1936 et la fontaine est déplacée à la Cité du Vatican en 1958  .
En 1858, au début du Borgho, Pie IX fait rebâtir par Luigi Poletti deux bâtiments jumeaux, ainsi que « la fontaine des dauphins », fournissant une entrée pittoresque de la cité léonine. Ils ont le même style néoclassique tardif que la Manifattura dei Tabacchi ("manufacture des tabacs") sur la piazza Mastai dans le Trastevere, érigée par Antonio Sarti quelques années plus tard .
En 1867, une bombe placée dans le Palazzo Serristori (alors caserne de l'armée pontificale) dans le Borgo Vecchio tua de nombreux zuavi (soldats papaux). Les auteurs, Giuseppe Monti et Gaetano Tognetti, deux Romains combattant pour l'unification de leur ville avec le royaume d'Italie, ont été pendus.
Au cours du XIXe siècle, plusieurs bâtiments de la partie est de la rue jusqu'à la Piazza Scossacavalli ont subi une restructuration, tandis que la partie ouest a gardé son caractère. À la veille de sa disparition, le Borgo Vecchio était un quartier calme et isolé, sans les bâtiments architecturaux et les magasins du Borgo Nuovo à proximité.

### Démolition

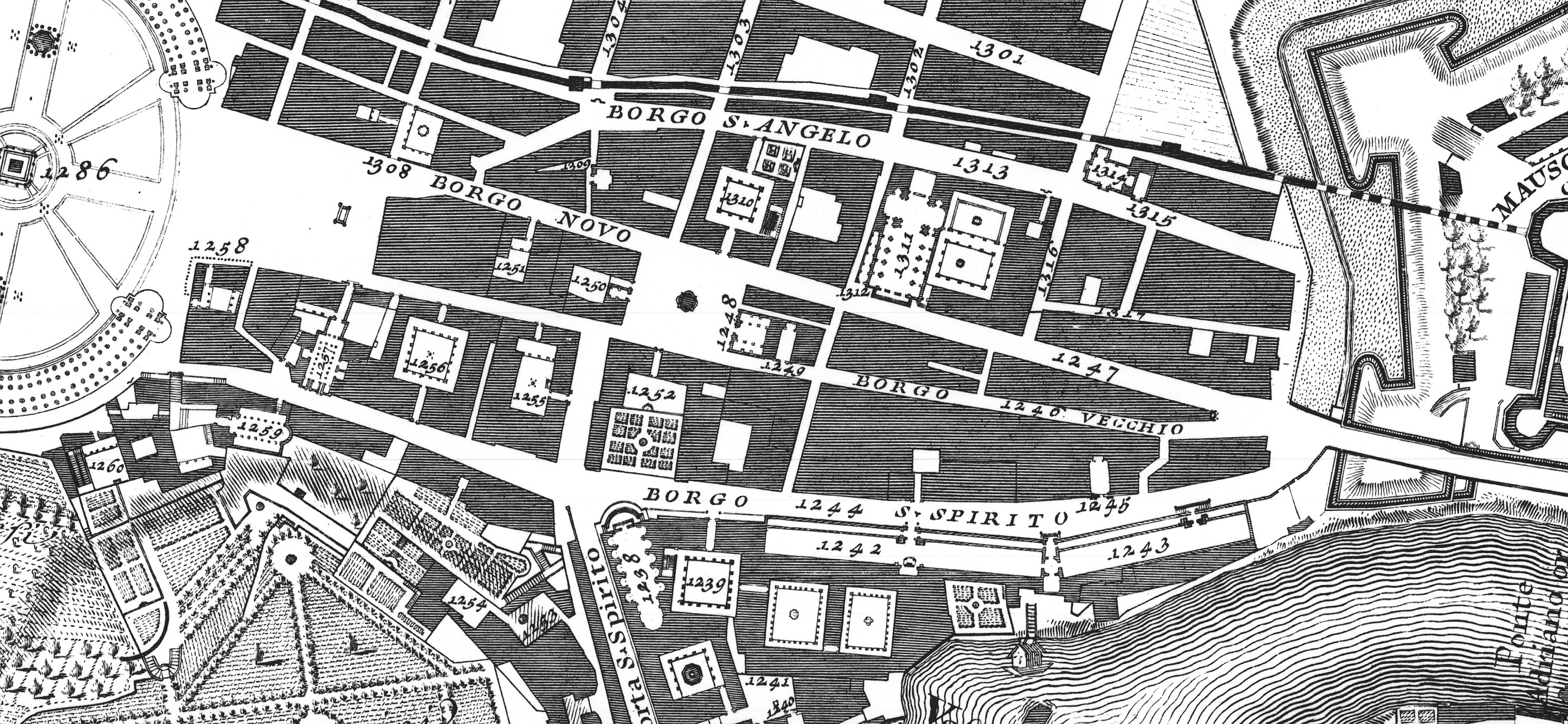
La partie centrale du Borgo avec la spina délimitée par le Borgo Vecchio et le Borgo Nuovo sur la carte de Rome de Giambattista Nolli (1748).

Entre 1934 et 1936, lorsque le projet de Via della Conciliazione a été développé, les architectes Marcello Piacentini et Attilio Spaccarelli ont choisi de donner à la nouvelle rue l'alignement du Borgo Vecchio, et non celui du Borgo Nuovo voisin qui avait été conçu entre la tour aujourd'hui disparue d'Alexandre VI près du Pont Saint-Ange et la porte de bronze du Vatican, et avait une pente de 6 degrés par rapport à l'antique basilique vaticane.  Cette décision, faite à la fois pour des raisons de perspective et pour éviter la démolition du palais Della Rovere qui faisait face au côté sud de la Piazza Scossacavalli et qui était parallèle au côté sud du Borgo Vecchio, a permis à certains bâtiments de subsister tels que les palais Cesi-Armellini (bien que mutilés) et Serristori, tandis que le spina et tout le côté nord du Borgo Vecchio ont été démolis entre le 29 octobre 1936 et le 8 octobre 1937. Le côté sud de la rue existe encore partiellement aujourd'hui, bien que dans un tout autre contexte.

## Bâtiments et monuments remarquables
- Palazzo Sauve (démoli)

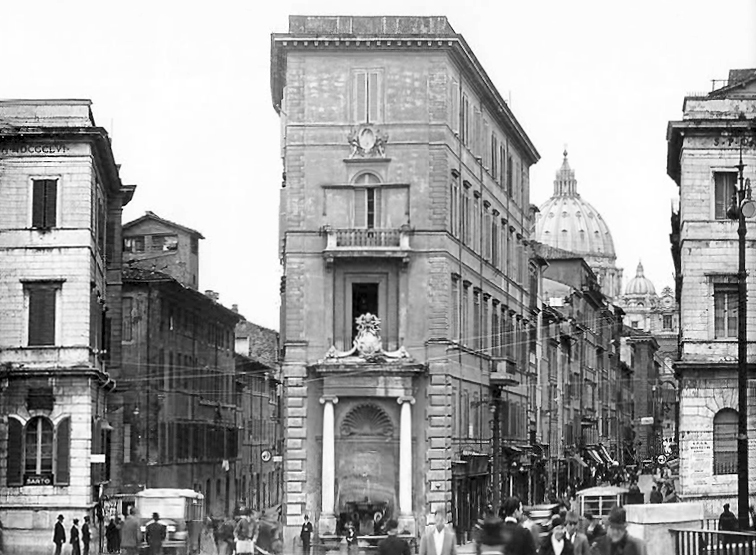
L'entrée est du Borgo dans les années 1930. Le Borgo Vecchio est la route à gauche du Palazzo Sauve, le bâtiment orné de la fontaine murale

- Palazzo delle Prigioni di Borgo (démoli, éléments réutilisés)
- Oratorio di San Sebastiano Scossacavalli (démoli)
- Palazzo Cesi-Armellini (partiellement démoli)
- Palais Serristori
- San Lorenzo à Piscibus (partiellement démoli)
- Palazzo Alicorni (démoli et reconstruit)

## Source de traduction
- (en) Cet article est partiellement ou en totalité issu de l’article de Wikipédia en anglais intitulé « Borgo Vecchio (Rome) » (voir la liste des auteurs).